# Black Knights

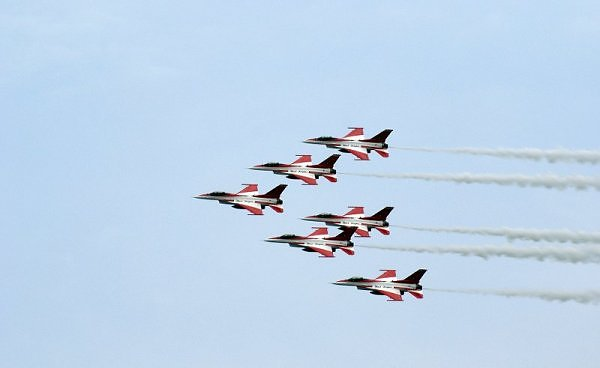
Black Knights 2008 Vorbeiflug in Deltaformation

Die Kunstflugstaffel Black Knights (dt. übersetzt: die Schwarzen Ritter) ist das offizielle Kunstflugteam der Republic of Singapore Air Force und des Stadtstaates Singapur. Das Team fliegt momentan mit Flugzeugen vom Typ F-16 Fighting Falcon und besteht aus sechs Flugzeugen.

## Geschichte
Fünf Jahre nach der Gründung der Republic of Singapore Air Force wurde 1973 die Staffel aufgestellt, benannt nach der Schachfigur dem schwarzen Springer. Diese aggressive, flexible und wendige Schachfigur soll sich im Flugstil der Piloten widerspiegeln.
Am Anfang war die Staffel während der 1970er Jahre mit vier Hawker Hunter aufgestellt, in den 1980er Jahren wurde dann auf modernere Jets vom Typ F-5E Tiger II gesetzt. Mit den neuen Jets begann man auch in einer Fünfer-Formation zu fliegen. Anfang der 1990er Jahre wechselte man dann auf sechs A-4SU Super Skyhawk, eine Version der A-4 Skyhawk.
Mit Beginn des neuen Jahrtausends kamen zwei F-16 Fighting Falcon zur Staffel dazu und flogen ab dann zusammen mit vier A-4 Skyhawk in einer Formation aus sechs Flugzeugen. Bisher war dies die einzige Kunstflugformation, die mit zwei unterschiedlichen Flugzeugtypen in einer Staffel flog.
Seit 2008 fliegen die Black Knights neu formiert ausschließlich auf sechs F-16 Fighting Falcon.
Den ersten größeren Auftritt mit der neuen Formation erfolgte auf der Singapore Airshow 2008.
Die Staffel ist auf der Tengah Air Base stationiert.

## Staffelaufstellung
Bei Auftritten fliegen zuerst alle sechs Jets in einer Delta-Formation über die Zuschauer hinweg.
Kurze Zeit später trennen sich die Flugzeuge fünf und sechs, die beiden Solisten, um dann abwechselnd mit den anderen Flugzeugen, welche die sogenannte Fourship-Formation bilden, verschiedene Kunstflugfiguren vorzuführen.